# Essence Atkins

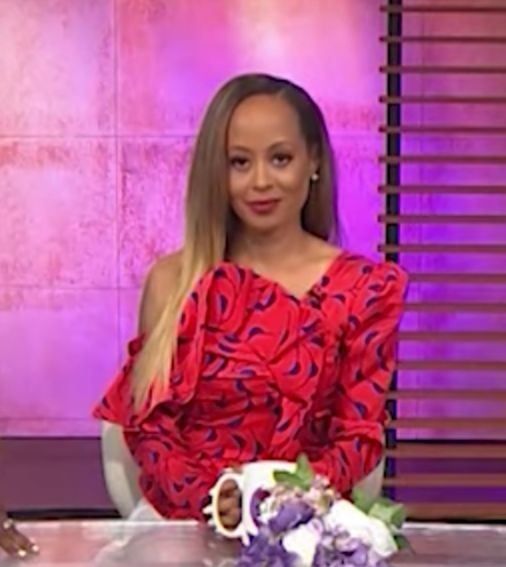
Essence Atkins, 2019

Essence Atkins (* 7. Februar 1972 in Brooklyn, New York City als Essence Uhura Atkins) ist eine US-amerikanische Schauspielerin. Sie ist seit September 2009 mit dem Footballspieler Jaime Mendez verheiratet.
Ihre ersten Auftritte hatte sie in den 1980er Jahren in der Serie Die Bill Cosby Show. In den 1990er Jahren war sie vor allem in verschiedenen Fernsehproduktionen zu sehen, Anfang der 2000er Jahre folgten mehrere Kinorollen. Seither ist sie in beiden Medien relativ gleich verteilt tätig.
In den Serien Half & Half (2002–2006) und Are We There Yet? (2010–2012) spielte Atkins jeweils eine der Hauptrollen.
2005 und 2011 wurde sie für den Image Award nominiert.

## Filmografie
- 1986, 1989: Die Bill Cosby Show (The Cosby Show, Fernsehserie, 2 Episoden)
- 1991: Sunday in Paris (Fernsehkurzfilm)
- 1991: Armer Charlie! (Charlie Hoover, Fernsehserie, Episode 1x05)
- 1992: Alle unter einem Dach (Family Matters, Fernsehserie, Episode 3x16)
- 1995: Under One Roof (Fernsehserie, 6 Episoden)
- 1995: The Wayans Bros. (Fernsehserie, Episode 2x11)
- 1996: Nachtschicht mit John (The John Larroquette Show, Fernsehserie, 2 Episoden)
- 1996: The Parent ’Hood (Fernsehserie, Episode 2x12)
- 1996: Malibu Beach (Malibu Shores, Fernsehserie, 10 Episoden)
- 1996: Moesha (Fernsehserie, Episode)
- 1996: Sabrina – Total Verhext! (Sabrina, the Teenage Witch, Fernsehserie, 2 Episoden)
- 1997–1999: Smart Guy (Fernsehserie, 51 Episoden)
- 2000: Nikita Blues
- 2001: So High
- 2002–2006: Half & Half (Fernsehserie, 91 Episoden)
- 2005: Love, Inc. (Fernsehserie, Episode 1x03)
- 2006: Dr. House (House, Fernsehserie, Episode 4x02)
- 2007: The Class (Fernsehserie, Episode 1x14)
- 2009: Dance Flick – Der allerletzte Tanzfilm (Dance Flick)
- 2010: N-Secure
- 2010: Preacher’s Kid
- 2010–2012: Are We There Yet? (Fernsehserie, 68 Episoden)
- 2012–2013: Mr. Box Office (Fernsehserie, 20 Episoden)
- 2013: Ghost Movie (A Haunted House)
- 2014: Ghost Movie 2 (A Haunted House 2)
- 2014: Girlfriends' Getaway (Fernsehfilm)
- 2015: Sister Code
- 2015: Battle Scars
- 2015: Girlfriends Getaway 2 (Fernsehfilm)
- 2017: Illicit
- 2017–2018: Marlon (Fernsehserie, 20 Episoden)
- 2018: Coins for Christmas (Fernsehfilm)
- 2019: Same Difference
- 2019: Ambitions (Fernsehserie, 18 Episoden)
- 2020: Open (Fernsehfilm)
- 2020: The Sin Choice
- 2020: Coins for Love (Fernsehfilm)
- 2021: First Wives Club (Fernsehserie, 6 Episoden)
- 2021: Coins Forever
- 2022: The Noel Diary
- 2022: Familienanhang  (Family Reunion, Fernsehserie, Episode 5x10)
- 2023: Angie's Cure
- 2023: The Ms. Pat Show (Fernsehserie, Episode 3x08)
- 2023: The Company You Keep (Fernsehserie, 2 Episoden)
- 2024: One Night Stay
- 2024: Queens of Christmas
- 2024: Poppa's House (Fernsehserie, 8 Episoden)